# 21st Century Fox
21st Century Fox è stato uno dei principali conglomerati mediatici degli Stati Uniti e del mondo. Con sede a New York, era quotata alla borsa di New York. Il 27 luglio 2018 il gruppo The Walt Disney Company ha acquisito la società per 71,3 miliardi, prendendosi carico di circa 12 miliardi di debiti.
L'acquisizione di 21st Century Fox da parte di Disney non comprende i canali Fox, Fox News, Fox Business Network, Fox Sports e Big Ten Network che sono stati trasferiti a Fox Corporation prima di finalizzare l'accordo.

## Storia
Il 28 giugno 2013, la News Corporation si divide in due società distinte:
- 21st Century Fox, che eredita le attività televisive e cinematografiche;
- News Corp, che si occupa delle attività editoriali[5].

Il 27 luglio 2018 la Walt Disney Company ha acquisito la società per 71,3 miliardi, prendendosi carico di circa 12 miliardi di debiti.